# 吳匡
吳匡（？—？），東漢陳留（今河南開封市）人，何進部將，蜀漢吳班之父、吳懿之族父。

## 生平
中平六年（189年），宦官殺死何進後與袁紹、曹操一同殺入宮中。吳匡素怨何苗與何進不同心又懷疑何苗和宦官勾結，於是殺害何苗。